# Мэй, Дорис
Дорис Мэй (урожденная Хелен Гарретт) (англ. Doris May; 15 октября 1902, Сиэтл, штат Вашингтон — 12 мая 1984, Лос-Анджелес, США) — американская киноактриса эпохи немого кино.
За свою карьеру с 1917 по 1927 год снялась в 29 фильмах, преимущественно, в вестернах, мелодрамах и комедиях. Снималась у известных режиссёров — Сэма Вуда, Генри Кинга, Роя Нила, Джерома Сторма, Виктора Шерзингера и других.
В 1921 году вышла замуж за актёра и кинопродюсера Уоллеса Макдональда и состояла с ним в браке вплоть до его смерти в 1978 году.

## Избранная фильмография
- 1917 — His Mother’s Boy
- 1918 — The Hired Man
- 1918 — Playing the Game
- 1918 — Green Eyes
- 1918 — The Law of the North
- 1919 — The Girl Dodger
- 1919 — Hay Foot, Straw Foot
- 1919 — 23 1/2 Hours' Leave
- 1920 — What’s Your Husband Doing?
- 1920 — Mary’s Ankle (1920)
- 1920 — Let’s Be Fashionable
- 1920 — The Jailbird
- 1920 — The Rookie’s Return
- 1921 — Peck’s Bad Boy
- 1921 — The Foolish Matrons
- 1921 — Eden and Return
- 1921 — The Bronze Bell
- 1921 — The Foolish Age
- 1922 — Up and at 'Em
- 1922 — The Understudy
- 1922 — Gay and Devilish
- 1922 — Boy Crazy
- 1923 — The Gunfighter
- 1923 — The Common Law
- 1924 — Conductor 1492
- 1924 — The Deadwood Coach
- 1926 — Faithful Wives